# 吉米·萊恩 (棒球員)
詹姆斯·愛德華·萊恩（英語：James Edward Ryan，1863年2月11日—1923年10月29日），綽號「小馬」，為前美國職棒大聯盟的外野手，生涯曾效力於白長襪/小馬/孤兒(今小熊)、芝加哥海盜及參議員(今雙城)等隊。

## 職業生涯
1885年，萊恩開啟職棒生涯。他只有在1890年短暫加入球聯盟的芝加哥海盜。他在1900年以前都效力於白長襪(後改名為小馬和孤兒)。
1888年，萊恩迎來生涯年。該年他繳出3成32的打擊率，並敲出16轟。同年7月28日，他達成完全打擊，而且他還成為第一位在同場比賽達成登板投球和完全打擊的選手。
1893年8月6日，白長襪全隊遇上重大車禍，這起車禍造成三名乘客罹難，而萊恩的腳也嚴重受傷，差點造成他一輩子無法行走。1894年8月5日，南方球場旁的攤位發生大火，萊恩便和隊友Walt Wilmot一起拆掉球場圍欄，幫助數百名球迷逃生。
1900年，萊恩打破Tom Brown保持的外野手生涯348次助殺紀錄。最後他將紀錄推高到375次，直到1924年才被特里斯·史畢克打破。1902年，萊恩加入美國聯盟的華盛頓參議員，並在1903年退休。

## 生涯打擊成績
| 出賽次數 | 打席 | 打數 | 得分 | 安打 | 二安 | 三安 | 全壘打 | 打點 | 盜壘 | 保送 | 三振 | 打擊率 | 上壘率 | 長打率 | OPS  |
| -------- | ---- | ---- | ---- | ---- | ---- | ---- | ------ | ---- | ---- | ---- | ---- | ------ | ------ | ------ | ---- |
| 2014     | 9127 | 8172 | 1643 | 2543 | 451  | 157  | 118    | 1093 | 419  | 804  | 491  | .308   | .375   | .444   | .820 |

## 個人生活
萊恩生涯結過兩次婚，但是膝下無子。他在1923年去世，享年60歲。去世後他一直被葬在無名墓裡，直到2022年才由美國棒球研究協會共同集資幫助萊恩建立墓碑。
2001年，比爾·詹姆斯將萊恩評為史上最傑出的外野手第26名。

## 外部連結
- 球員資訊和成績在MLB，ESPN，Baseball-Reference，Fangraphs（英文）